# 克羅埃西亞社會民主黨
克羅埃西亞社會民主黨（克羅埃西亞語: Socijaldemokratska partija Hrvatske，缩写为SDP）是克羅埃西亞的一个社会民主主义政黨。

## 歷史
克羅埃西亞社會民主黨是由克罗地亚共产主义者联盟演變而成。1990年，在南斯拉夫共产主义者联盟第十四屆黨代表大會中，由於反對由斯洛博丹·米洛舍维奇領導的塞尔维亚共产主义者联盟，其代表團與斯洛維尼亞的代表一同離席。在那之後不久，南斯拉夫就停止了社會主義路線，因此克罗地亚共产主义者联盟改名为“克罗地亚共产主义者联盟—民主改革党”。同年11月3日，又改名为民主改革党。
1990年4月，該黨在首次的多黨選舉中落敗，成為議會中的反對黨。
1993年，该党更名为社会民主党。
1994年4月30日，安东·胡吉奇領導的克罗地亚社会民主党 (1989年)并入该党，形成现在的克羅埃西亞社會民主黨。
2007年，佐兰·米拉诺维奇成为该党领袖。
2007年11月25日，在议会选举中，社会民主党获得56席位居第二，比民主联盟党的66席相差10席。
2011年12月4日，在议会选举中，该党赢得151席的81席成为第一大党。佐兰·米拉诺维奇将成为克罗地亚总理。